# Serinus canicollis
Il canarino del Capo (Serinus canicollis (Swainson, 1838)) è un uccello passeriforme della famiglia Fringillidae.

## Etimologia
Il nome scientifico della specie, canicollis, deriva dall'unione delle parole latine canus, "grigio", e collis, "collo", col significato di "dal collo grigio", in riferimento alla livrea di questi uccelli.

## Descrizione

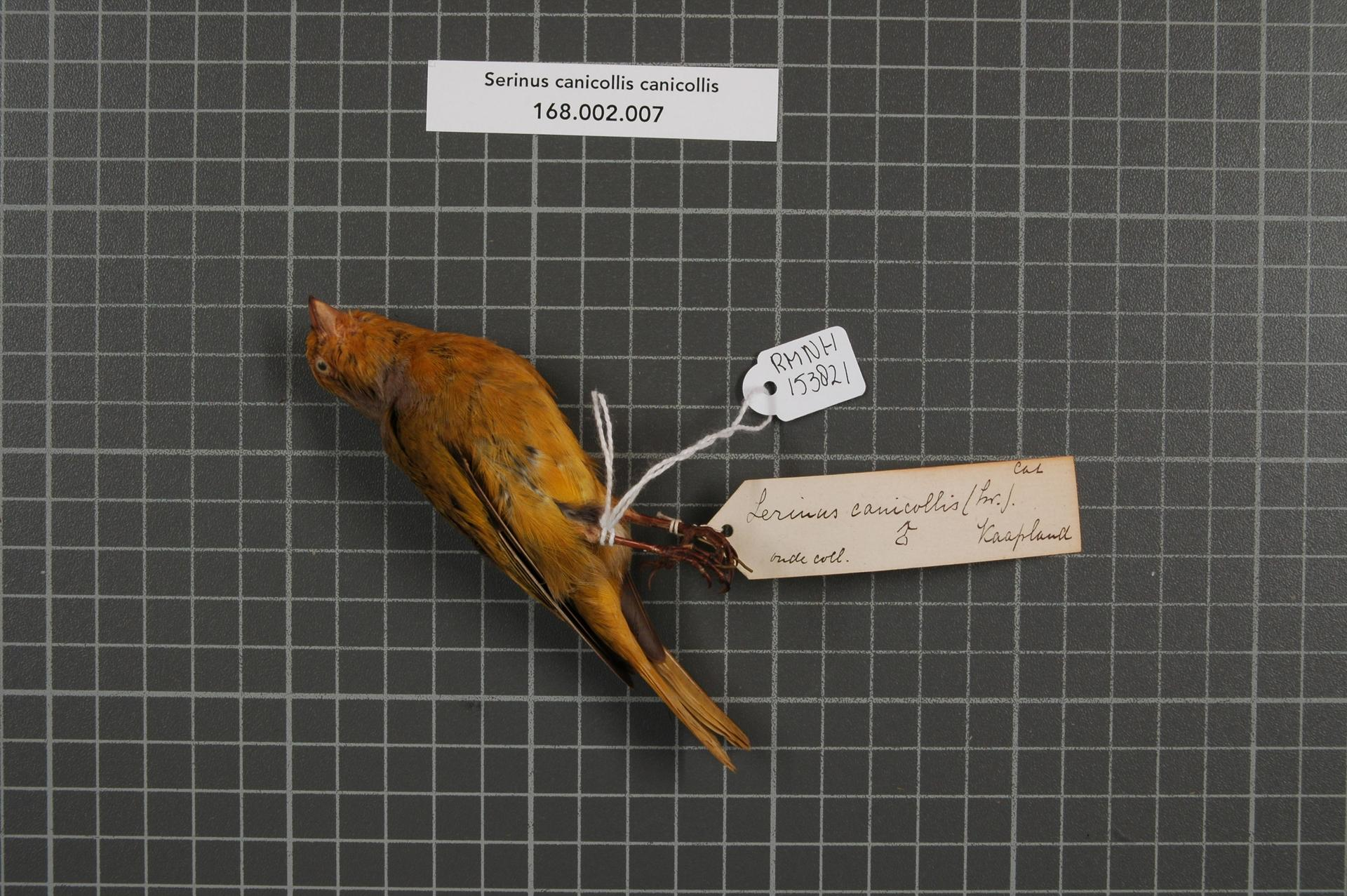
Maschio impagliato.

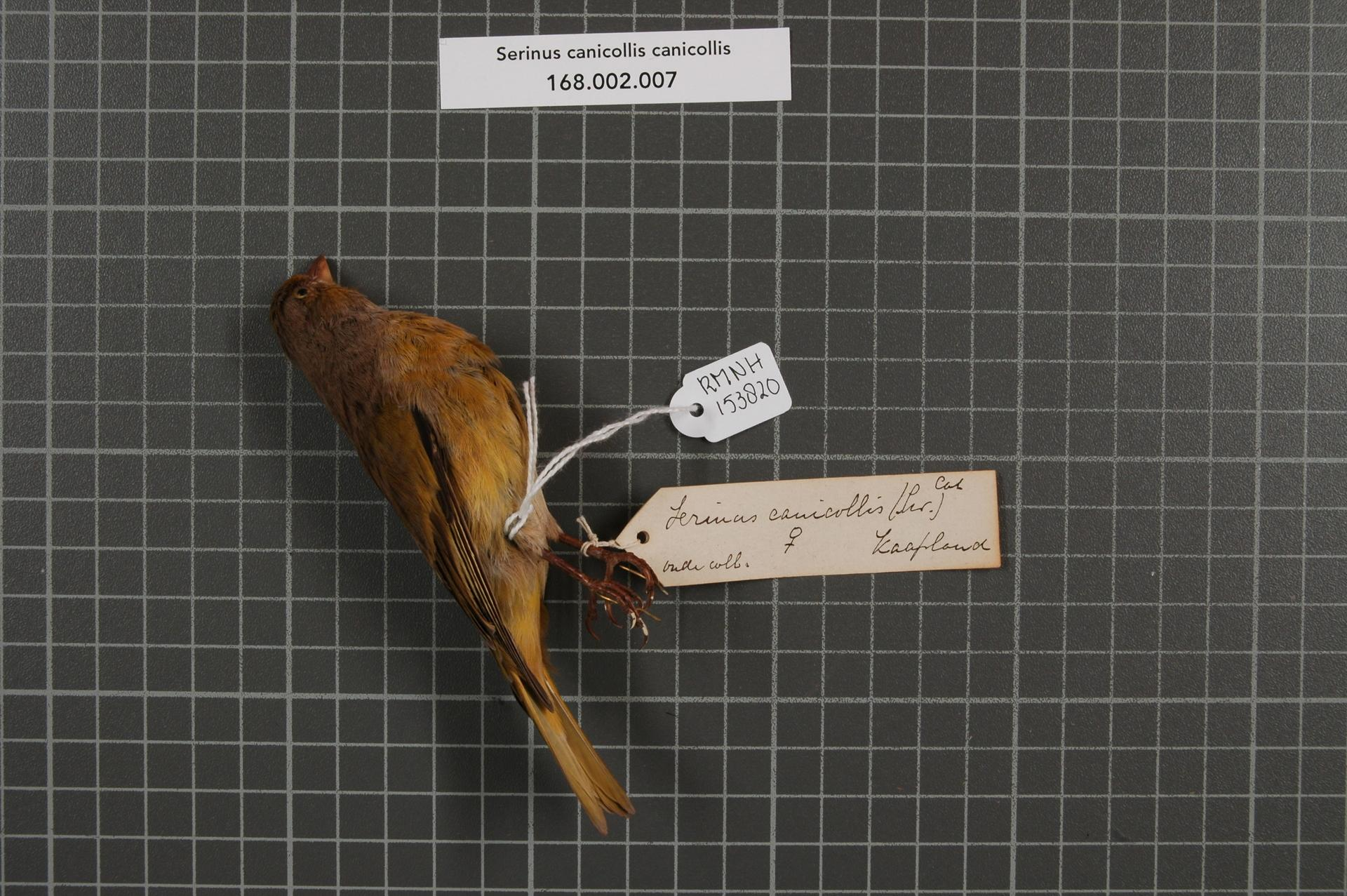
Femmina impagliata.

### Dimensioni
Misura 12–14 cm di lunghezza, per 10-19,7 g di peso.

### Aspetto
Si tratta di uccelletti robusti, muniti di corto becco conico, testa arrotondata, ali appuntite e coda dalla punta lievemente forcuta. Nel complesso, il canarino del Capo ricorda molto i canarini africani del genere Crithagra, con molti dei quali condivide l'areale di diffusione, potendo però essere facilmente distinto da essi in quanto manca di disegni facciali scuri (mascherina, mustacchi etc.).
Nei maschi il piumaggio è di colore giallo ocra sulla faccia e giallo-verdastro su petto e parte superiore del ventre, fianchi, sottocoda e codione: le ali sono di colore verde-giallastro, mentre il resto del corpo (vertice, nuca, spalle, gola - da cui il nome scientifico della specie -, ventre e dorso) sono di color grigio cenere, mentre la punta di remiganti e coda è nera.

Il dimorfismo sessuale è evidente: le femmine, infatti, mancano quasi del tutto del lipocromo giallo, che nella loro livrea viene sostituito dal grigio-brunastro con sfumature verde-gialline. In ambedue i sessi il becco è nerastro, le zampe sono di color carnicino-nerastro e gli occhi sono di colore bruno scuro.

## Biologia

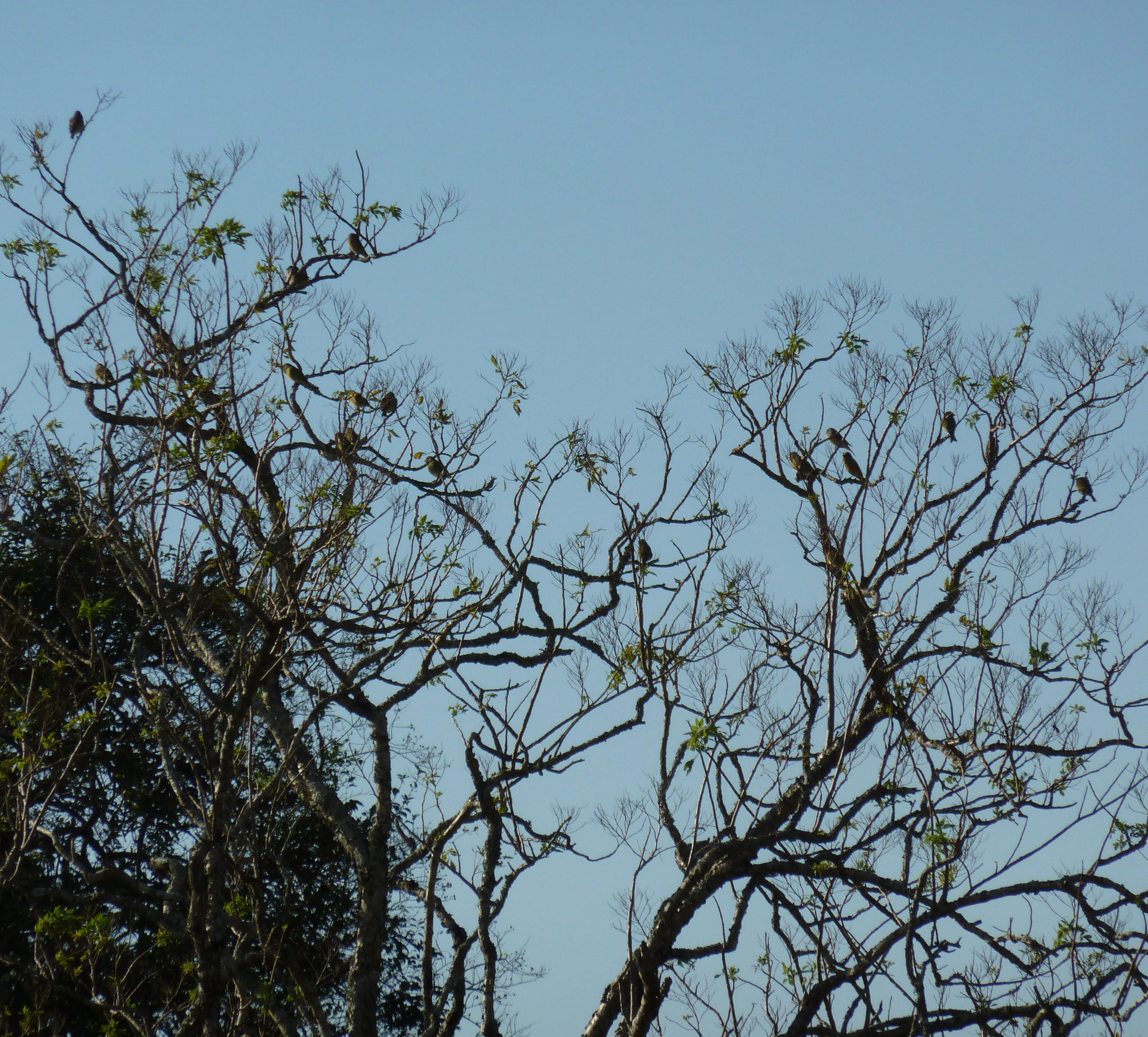
Stormo nel KwaZulu-Natal.

Si tratta di uccelletti vispi ed allegri, che si riuniscono in stormi all'infuori del periodo riproduttivo, muovendosi assieme alla ricerca di cibo fra i cespugli ed i ciuffi di erba alta (salvo poi far ritorno su posatoi elevati per passare la notte), tenendosi in contatto fra loro mediante richiami pigolanti.
Il canto di questi uccelli ricorda molto quello dei congeneri e affini canarini selvatici.

### Alimentazione

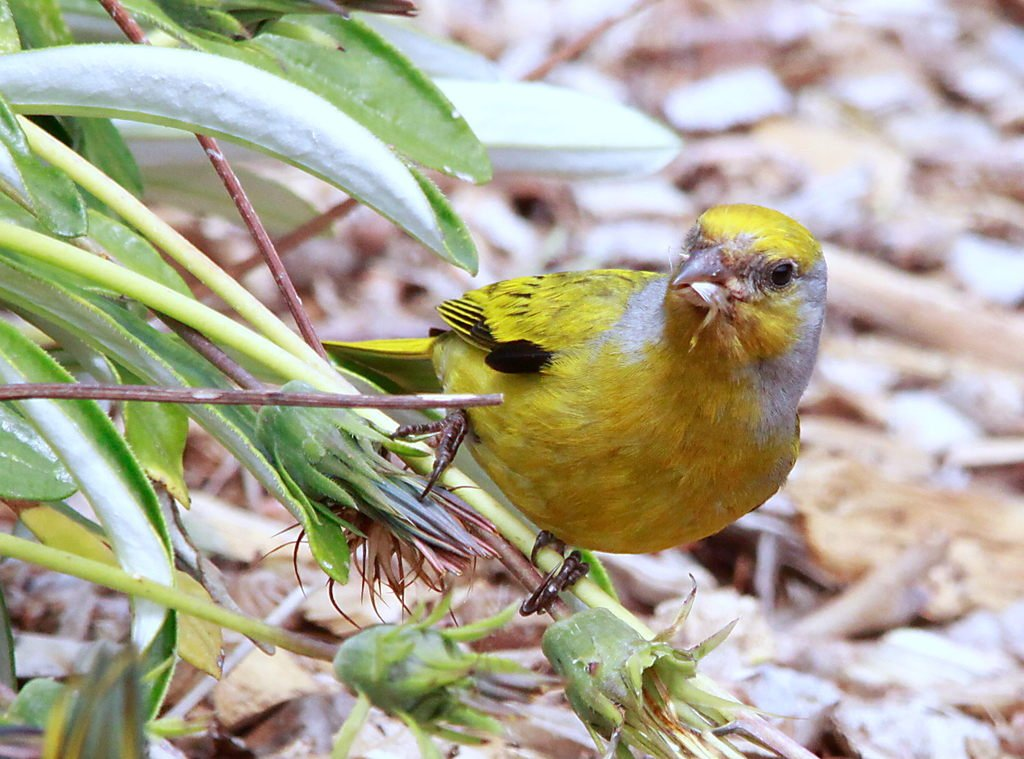
Maschio si alimenta nei pressi di Città del Capo.

La dieta del canarino del Capo è essenzialmente granivora, basandosi in massima parte sui semi immaturi delle piante erbacee: questi uccelli si nutrono però anche di un'ampia gamma di alimenti di origine vegetale (bacche, pinoli, semi di cespugli ed alberi, foglioline, germogli), e sporadicamente anche di piccoli insetti.

### Riproduzione

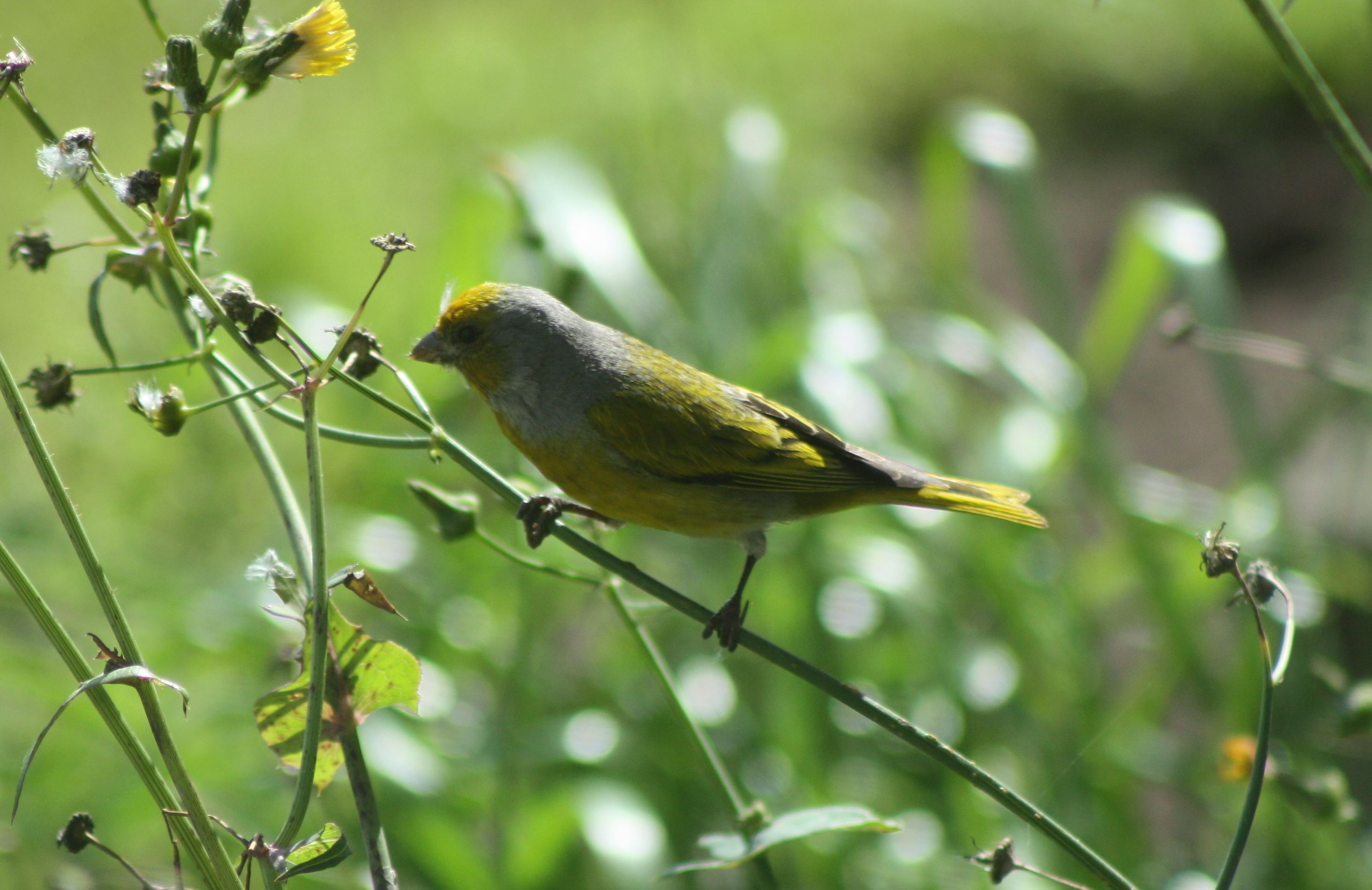
Maschio a George.

La stagione degli amori va da agosto a febbraio-marzo. I maschi attirano le femmine cantando a squarciagola da posatoi in evidenza (rocce, cespugli solitari, alberi), ed avvicinandosi alle eventuali interessate con incedere dondolante. Si tratta di uccelli monogami, coi due sessi che collaborano durante le fasi della riproduzione.
Il nido viene costruito dalla sola femmina fra i rami di un albero o un cespuglio, intrecciando rametti e fibre vegetali e foderando l'interno con materiale più soffice: le coppie sono leggermente territoriali, tuttavia questi uccelli non di rado nidificano a poca distanza gli uni dagli altri, difendendo solo un piccolo perimetro attorno al nido da eventuali intrusi.

Il numero di uova va da 2 a 7: esse vengono covate dalla sola femmina (nutrita nel frattempo dal maschio, che staziona costantemente di guardia nei pressi del nido) per circa due settimane, al termine delle quali schiudono pulli ciechi e implumi. Essi vengono accuditi da ambedue i genitori, che si alternano fra il nido e la ricerca di cibo: sono generalmente in grado d'involarsi attorno alle tre settimane di vita, pur allontanandosi dal nido in maniera definitiva solo a un mese e mezzo circa dalla schiusa.

## Distribuzione e habitat

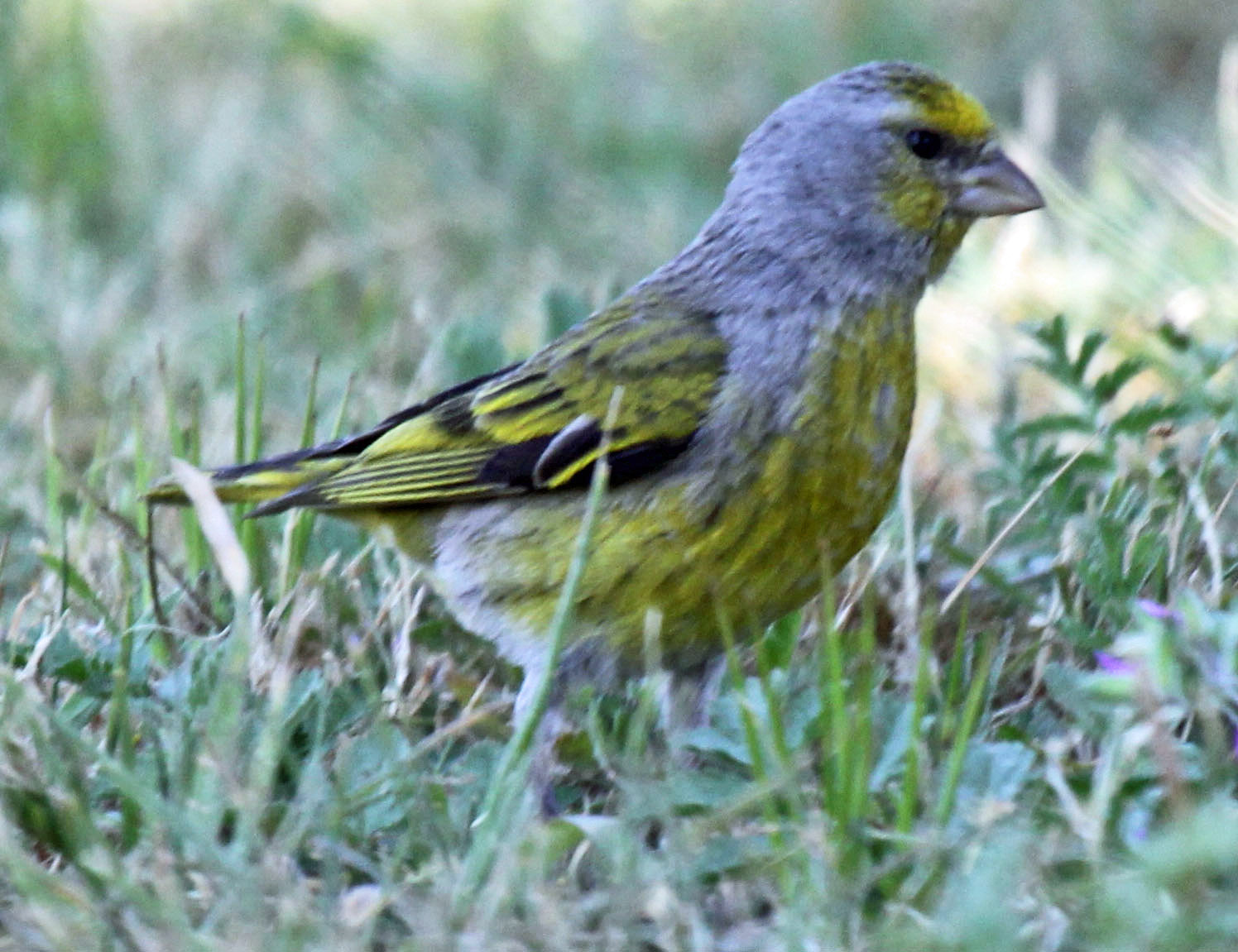
Esemplare al suolo a Oudtshoorn.

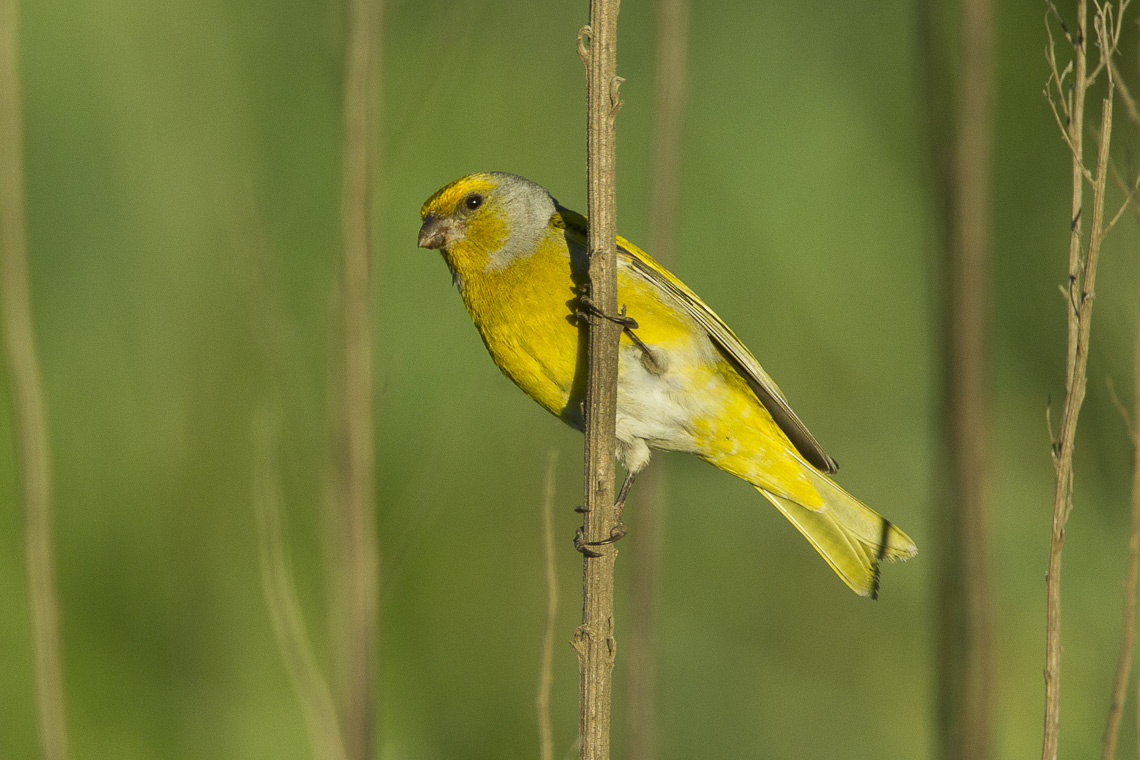
Maschio in natura.

Come intuibile dal nome comune, il canarino del Capo è diffuso in Sudafrica, del quale occupa tutta la porzione centro-meridionale e orientale: lo si trova tuttavia anche in altre zone dell'Africa meridionale, come Lesotho, Swaziland e nella zona di confine fra Zimbabwe e Mozambico, del quale occupa anche le estreme propaggini meridionali. La specie è stata inoltre introdotta con successo a Mauritius (dove però non è più presente) e alla Riunione.

Generalmente residente, le popolazioni delle aree a maggiore quota (come ad esempio quelle zimbabwesi) tendono a scendere a valle durante i mesi freddi.
L'habitat di questi uccelli è rappresentato dalle aree con presenza di aree alberate non eccessivamente fitte intervallate con radure erbose: li si trova pertanto sul limitare dei boschi, nei campi di taglio, nella boscaglia e nelle aree cespugliose (come il fynbos o i boschi di ginepro).

## Tassonomia
Se ne riconoscono tre sottospecie:
- Serinus canicollis canicollis (Swainson, 1838) - la sottospecie nominale, diffusa dal Capo Occidentale al Free State occidentale e al Capo Orientale nord-orientale;
- Serinus canicollis griseitergum Clancey, 1967 - diffusa nella porzione più settentrionale dell'areale occupato dalla specie, ossia la zona di confine fra Zimbabwe centro-orientale e Mozambico centro-occidentale;
- Serinus canicollis thompsonae Roberts, 1924 - diffusa in Sudafrica orientale e nord-orientale, Lesotho e Swaziland occidentale.

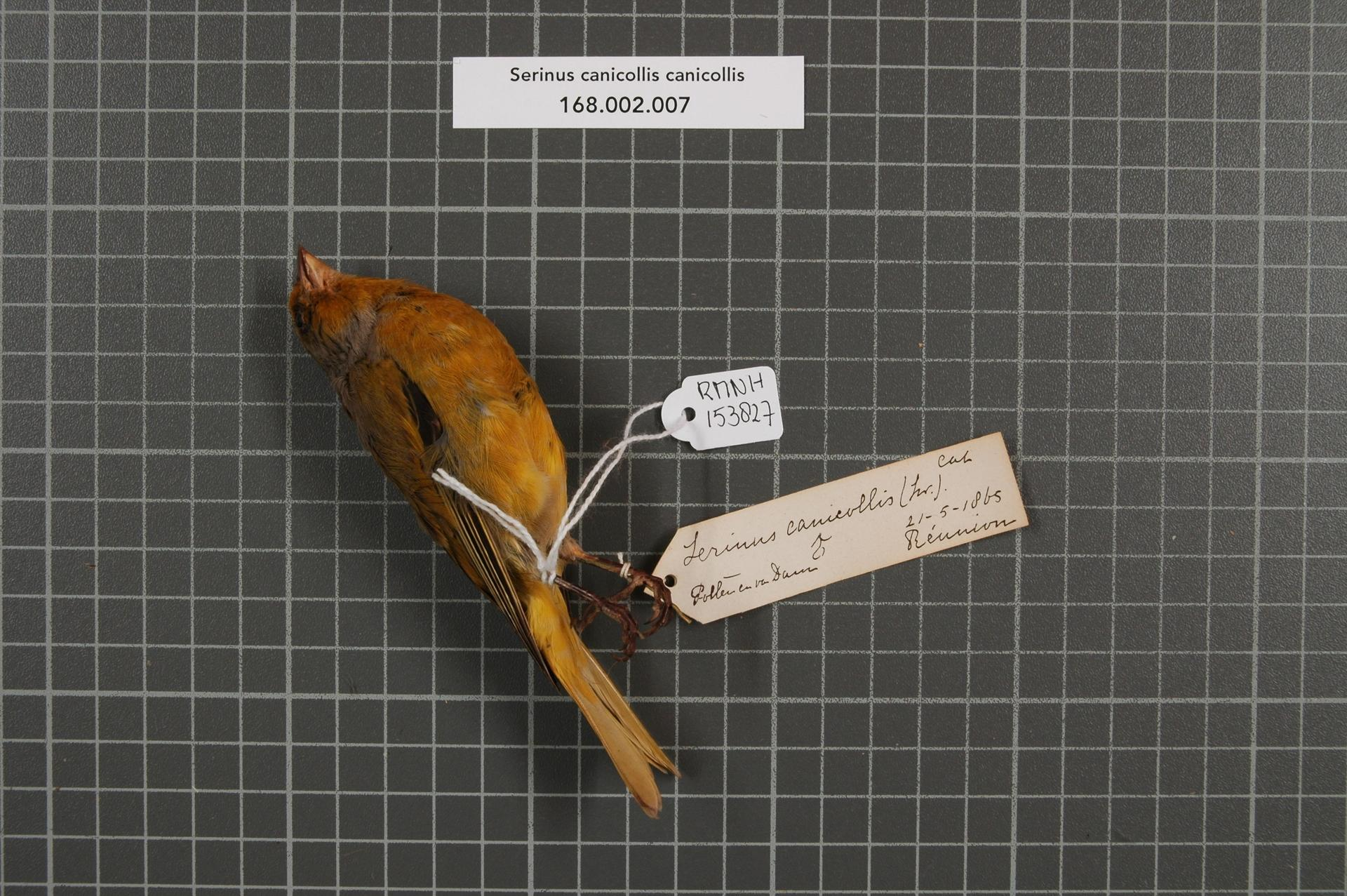
Maschio impagliato della sottospecie nominale.
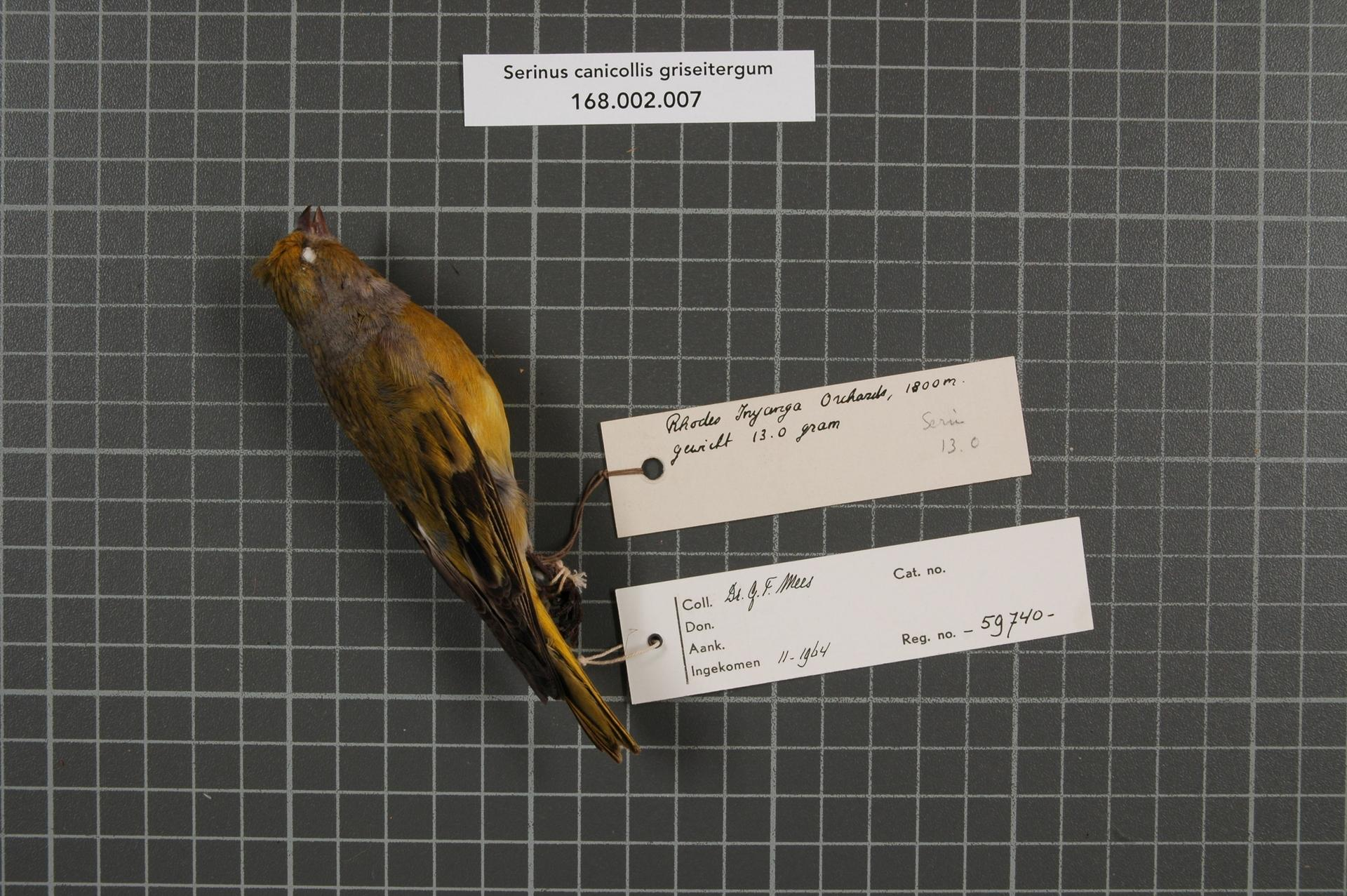
Maschio impagliato della sottospecie griseitergum.
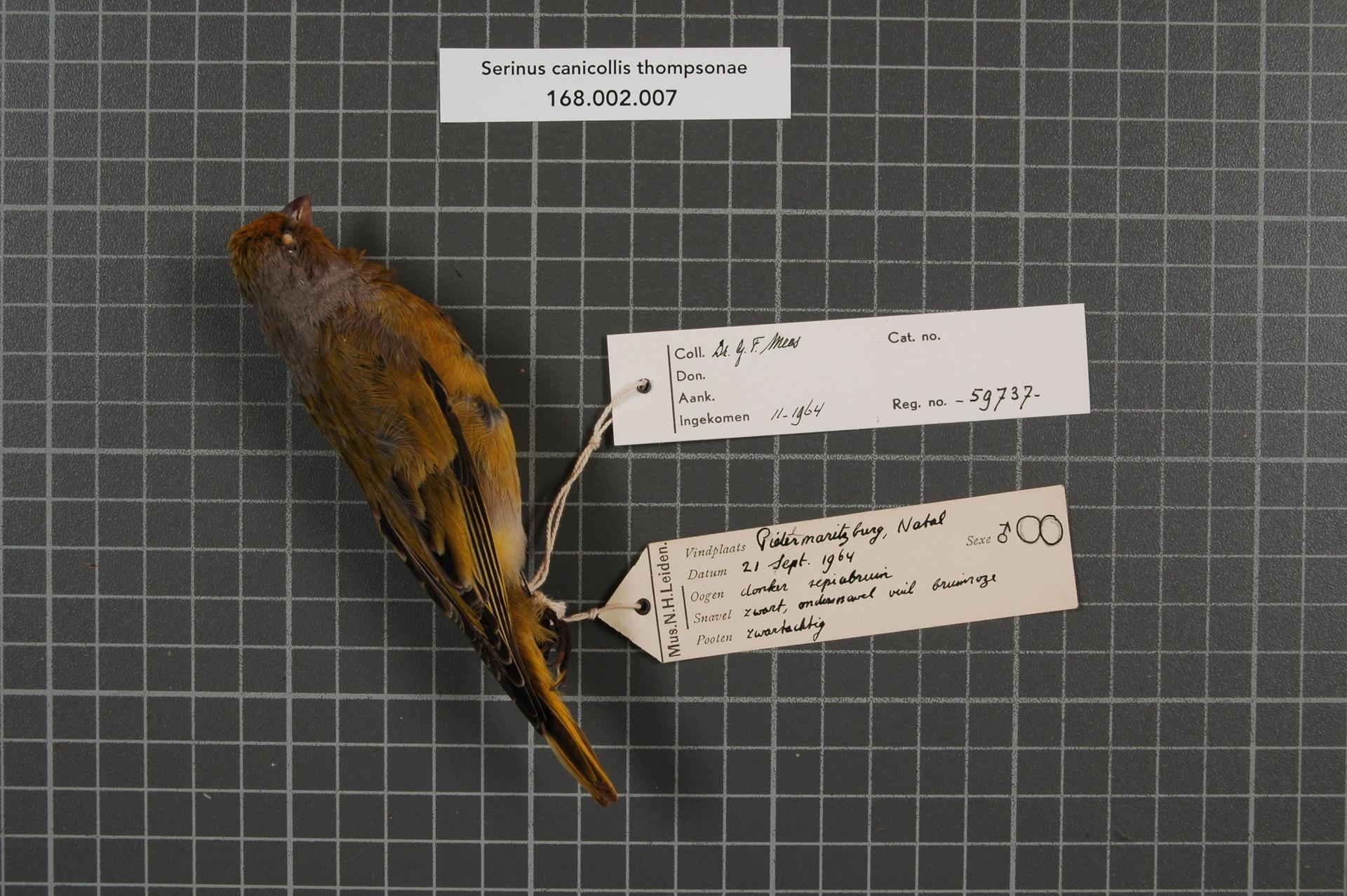
Maschio impagliato della sottospecie thompsonae.

In passato, anche il canarino capogiallo veniva considerato (assieme alle sue sottospecie) conspecifico del canarino del Capo, col nome di S. c. flavivertex: attualmente, tuttavia, lo si tende a ritenere una specie a sé stante, a sua volta con tre sottospecie.